# Изабела Мария д’Есте
Вижте пояснителната страница за други личности с името Изабела д’Есте.
Изабела Мария д’Есте (на италиански: Isabella Maria d'Este; * 14 юни 1519, Ферара, Херцогство Ферара; † 1521, Ферара, Херцогство Ферара) е италианска благородничка.

## Произход
Тя е най-малкото дете на Алфонсо I д’Есте (* 1476, † 1534), херцог на Ферара, Модена и Реджо, и на втората му съпруга Лукреция Борджия (* 1480, † 1519), херцогиня на Ферара, Модена и Реджо, господарка на Непи, господарка на Сермонета и Басиано, херцогиня на Бишелие и княгиня на Салерно. Нейни дядо и баба по бащина линия са херцозите на Ферара, Модена и Реджо Ерколе I д'Есте и Елеонора Арагонска, а по майчина – папа Александър VI и метресата му Ваноца Катанеи. Неин вуйчо е Чезаре Борджия, следователно тя е братовчедка на Франческо Борджия. По бащина линия е племенница на Изабела д'Есте и на кардинал Иполито д'Есте. Има пет братя и една сестра:
- Алесандро (*/† 1505)
- Ерколе II (* 1508, † 1559), херцог на Ферара, Модена и Реджо от 1534 г., съпруг на Рене Френска
- Иполито II (* 1509, † 1572), кардинал
- Алесандро (* 1514, † 1516)
- Елеонора (* 1515, † 1575), монахиня
- Франческо (* 1516, † 1578), маркиз на Маса Ломбарда, съпруг на Мария ди Кардона

Има и един или двама природени братя.

## Биография
Детето е наречено Изабела в чест на леля си по бащина линия Изабела д'Есте, омъжена отза Франческо II Гонзага. Тя е родена много слаба и страхувайки се, че може да умре без кръщение, баща ѝ Алфонсо незабавно я кръщава: кръстници са Елеонора дела Мирандола и граф Александро Серафино.
Майка ѝ Лукреция, вече много отслабнала през цялата бременност, се разболява сериозно след раждане. След няколко дни, в които изглежда, че възвръща силите си, тя отново се влошава и умира на 24 юни.
Изабела Мария живее във Ферара още две години и е погребана в манастира „Корпус Домини“ до майка си и брат си Алесандро д'Есте. По-големите ѝ братя Ерколе, Иполито, Елеонора и Франческо достигат пълнолетие и надживяват баща си. Ерколе наследява титлата от баща си, ставайки херцог на Ферара с името Ерколе II.